# Wilhelm Friedrich, Duce de Schleswig-Holstein
Friedrich, Duce de Schleswig-Holstein-Sonderburg-Glücksburg, din anul 1931 de Schleswig-Holstein (23 august 1891 – 10 februarie 1965) a fost Duce de Schleswig-Holstein și Șeful Casei de Oldenburg din 21 ianuarie 1934 până la moartea sa.

## Biografie

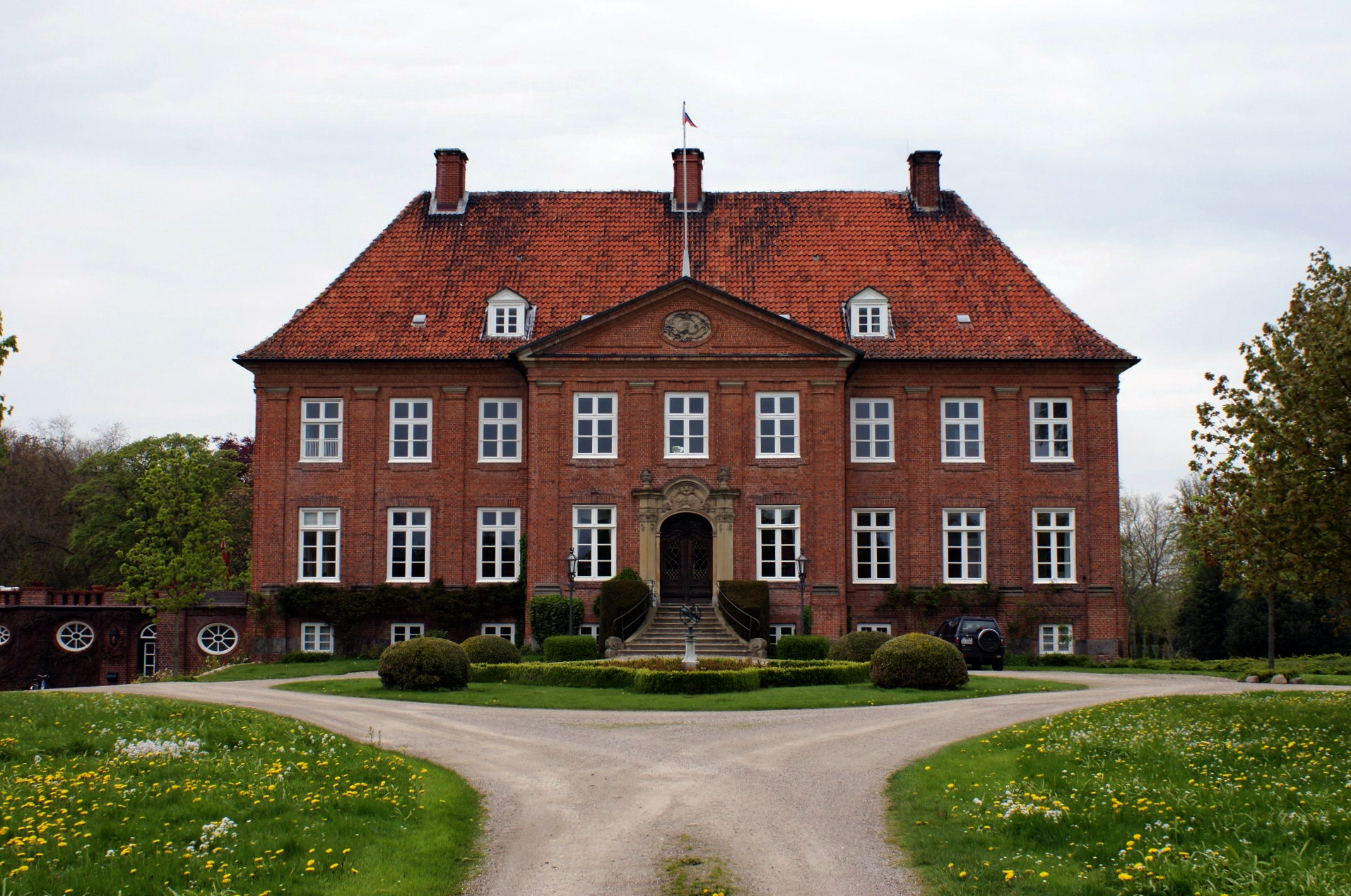
Locul nașterii lui Friedrich, Grünholz Manor fotografiat în 2010.

Prințul Friedrich s-a născut la 23 august 1891 la Grünholz Manor în Schleswig-Holstein, Prusia ca al cincilea copil și singurul fiu al șui Friedrich Ferdinand, Duce de Schleswig-Holstein-Sonderbug-Glücksburg și a soției acestuia, Prințesa Karoline Mathilde de Schleswig-Holstein-Sonderburg-Augustenburg.
Tatăl Prințului Friedrich a fost fiul cel mare al lui Friedrich, Duce de Schleswig-Holstein-Sonderburg-Glücksburg și nepot al regelui Christian al IX-lea al Danemarcei. După decesul tatălui său în 1885, el a succedat la șefia Casei de Schleswig-Holstein-Sonderburg-Glücksburg și la titlul de Duce.
Friedrich s-a căsătorit la 5 februarie 1916, la Coburg, cu verișoara sa de gradul doi, Prințesa Marie Melita de Hohenlohe-Langenburg, fiica lui Ernst al II-lea, Prinț de Hohenlohe-Langenburg și a Prințesei Alexandra de Saxa-Coburg și Gotha. Friedrich și Marie Melita au avut patru copii.
Când Șeful Casei de Schleswig-Holstein-Sonderburg-Augustenburg, Albert, Duce de Schleswig-Holstein, a murit la 27 aprilie 1931, tatăl lui Friedrich a devenit Șeful Casei de Oldenburg și a moștenit titlul de Duce de Schleswig-Holstein.
La 21 ianuarie 1934, Ducele Friedrich Ferdinand a murit și Friedrich a devenit Șeful Casei de Schleswig-Holstein-Sonderburg-Glücksburg. Ducele Friedrich a murit la 10 februarie 1965 la Coburg, Bavaria, Germania de Vest, la vârsta de 73 de ani.